# Cerro Azul (Pérou)
Cerro Azul (litt. "colline bleue") est un village de pêcheurs et un ancien port commercial dans la province de Cañete, région de Lima, Pérou. Situé à 131 km au sud de Lima, il est fréquemment visité en été par ses habitants et ceux de San Vicente de Cañete.